# Vindullus
Genre
Vindullus est un genre d'araignées aranéomorphes de la famille des Sparassidae.

## Distribution
Les espèces de ce genre se rencontrent en Amérique du Sud et en Amérique centrale.

## Liste des espèces
Selon World Spider Catalog (version 20.0, 16/01/2019) :
- Vindullus angulatus Rheims & Jäger, 2008
- Vindullus concavus Rheims & Jäger, 2008
- Vindullus fugiens (O. Pickard-Cambridge, 1890)
- Vindullus gibbosus Rheims & Jäger, 2008
- Vindullus gracilipes (Taczanowski, 1872)
- Vindullus guatemalensis (Keyserling, 1887)
- Vindullus kratochvili Caporiacco, 1955
- Vindullus undulatus Rheims & Jäger, 2008

## Publication originale
- Simon, 1880 : Révision de la famille des Sparassidae (Arachnides). Actes de la Société Linnéenne de Bordeaux, vol. 34, p. 223-351 (texte intégral).